# Colias ponteni
Colias ponteni is een vlindersoort uit de familie van de Pieridae (witjes), onderfamilie Coliadinae.
Colias ponteni werd in 1860 beschreven door Wallengren.